# Gerino Gerini
Gerino Antonio Achille Gerini (Roma, 10 agosto 1928 – Cremona, 17 aprile 2013) è stato un pilota automobilistico italiano.
La sua carriera è iniziata negli anni cinquanta, prendendo parte a gare per vetture sport a bordo di una Ferrari. Prese anche parte a due edizioni della Mille miglia nel 1953 e nel 1954.
Dopo essere passato alla Maserati, nel 1956 prese parte al mondiale di Formula 1 e conquistò al debutto un quarto posto al Gran Premio d'Argentina, condividendo la sua vettura con Chico Landi. Lo stesso anno riuscì anche a salire sul podio nella gara extra campionato di Napoli e vinse la Coppa Inter Europa.
Nel 1957 si prese un anno sabbatico per poi tornare a correre la stagione seguente, senza raggiungere i buoni risultati ottenuti precedentemente. La sua ultima apparizione è stata alla 1000 km del Nürburgring nel 1960. Successivamente ha lavorato per la Lamborghini.
È morto il 17 aprile 2013.

## Risultati in Formula 1
| 1956 | Scuderia                                     | Vettura       |   |  |  |  |  |  |  |    |  |  |  | Punti | Pos. |
| ---- | -------------------------------------------- | ------------- | - |  |  |  |  |  |  | -- |  |  |  | ----- | ---- |
| 1956 | Officine Alfieri Maserati Scuderia Guastalla | Maserati 250F | 4 |  |  |  |  |  |  | 10 |  |  |  | 1,5   | 25º  |

| 1958 | Scuderia            | Vettura       |  |    |  |  |  |   |     |  |  |     |    | Punti | Pos. |
| ---- | ------------------- | ------------- |  | -- |  |  |  | - | --- |  |  | --- | -- | ----- | ---- |
| 1958 | Scuderia Centro Sud | Maserati 250F |  | NQ |  |  |  | 9 | Rit |  |  | Rit | 12 | 0     |      |

| Legenda | 1º posto     | 2º posto | 3º posto    | A punti         | Senza punti/Non class.  | Grassetto – Pole position Corsivo – Giro più veloce |
| Legenda | Squalificato | Ritirato | Non partito | Non qualificato | Solo prove/Terzo pilota | Grassetto – Pole position Corsivo – Giro più veloce |